# Trichopelma flavicomum
Trichopelma flavicomum là một loài nhện trong họ Barychelidae. Loài này phân bố ờ Brasil.